# Чернівецька обласна філармонія
Чернівецький обласна філармонія — державна установа, розташована у місті Чернівці, що займається організацією концертів, сприяє розвитку і пропаганді музичного мистецтва на території Чернівецької області та за її межами.

## Історія філармонії

### Австрійський період
Історія Чернівецької обласної філармонії сягає середини ХІХ ст., коли чернівецькі меломани у 1862 році заснували товариство, що офіційно називалося «Спілка сприяння музичному мистецтву на Буковині», або скорочено «Музичне товариство». Ця організація, яка фактично була міською філармонією, добилася спорудження спеціалізованого приміщення «Концертної зали», що стало осередком культури та мистецтва.
На сцену зали «Музичного товариства» виходили Сидір Воробкевич, Адальберт Войтех Гржімалі, Енріко Карузо, Соломія Крушельницька, Микола Лисенко, Філомена Лопатинська, Євсевій Мандичевський, Модест Менцинський, Кароль Мікулі, Пауль Морганс, 
Йозеф Шмідт, Поль Робсон, Антон Рубінштейн, Орест Руснак, Жак Тібо, Федір Шаляпін, тощо.

### Радянський період
8 липня 1940 року було утворено вже саму Чернівецьку обласну філармонію, при якій діяли народний хор та концертна бригада. Під час окупації Чернівецької області румунсько-німецькими загарбниками, практично весь творчий колектив працював в евакуації.
Після остаточного звільнення Північної Буковини від іноземних загарбників (1944), обласна філармонія активно включилася у роботу з поширення широкими масами класичної, народної та естрадної музики, естетичного виховання буковинців, а також їх долучення до високого мистецтва.
Свою місію організація виконувала як через концерти власних творчіх колективів, так і через виступи артистів зі світовими іменеми:  Бориса Гмирі, Дмитра Гнатюка, Марії Бієшу, Зари Долуханової, Леоніда Когана, Дмитра Кабалевського, Сергія Лемешева, Мусліма Магомаєва, Євгенії Мирошниченко, Давида Ойстраха, Едіти П'єхи, Аркадія Райкіна, Натана Рахліна, Святослава Ріхтера, Бели Руденко, Мстислава Ростроповича, Миколи Сліченка, Анатолія Солов'яненка, Степана Турчака, Леоніда Утьосова, Клавдії Шульженко, Наума Штаркмана тощо.
Зі сцени обласної філармонії зазвучали і стали відомі світові Іво Бобул, Юрій Гіна, Павло Дворський, Василь Зінкевич, Анатолій Євдокименко, Віктор Костриж, Софія Ротару, Євген Савчук, Лілія Сандулеса, Сіді Таль, Андрій Шкурган, Семен Шкурган, Назарій Яремчук; вокально-інструментальні ансамблі — «Смерічка», «Червона Рута», «Буковина», «Черемош», «Жива вода».

### Сучасний період
Після проголошення незалежності України, з 1991 року, буковинці насолоджувались чудовими виступами академічного ансамблю танцю імені П. Вірського, академічної хорової капели «Думка» та чоловічої капели ім. Л. Ревуцького, канадських ансамблів танцю «Євшан» та ансамблю пісні і танцю ім. Т. Шевченка, капели бандуристів із США. Водночас, творчі колективи філармонії отримали можливість виступити в Голландії, Італії, Канаді, Німеччині, Польщі, Румунії, Словаччині, США, Франції, репрезентуючи твори вітчиняних та зарубіжних класиків.
18 серпня 1992 року, до 1-ї річниці Дня Незалежності України, було урочисто відкрито залу органної та камерної музики, що дало можливість проводити фестивалі органної музики, які подарували чернівчанам та гостям міста можливість слухати і бачити органістів світового рівня, зокрема Володимира Кошубу, виконавців з Австрії, Великої Британії, Голландії, Німеччини, Польщі, США. Водночас, у стінах цього залу звучить не тільки органна музика, а й виступають співаки та музиканти. Тут лунали голоси виконавців з багатьох країн світу, виступали камерні оркестри, зокрема під керівництвом Юрія Ґіни, віртуози Богодар Которович, Сергій Крилов, Олександр Семчук, та багато інш.
У 2020 році будівлю філармонії облаштували для людей з особливими потребами.

## Концертні майданчики

Концертний зал філармонії

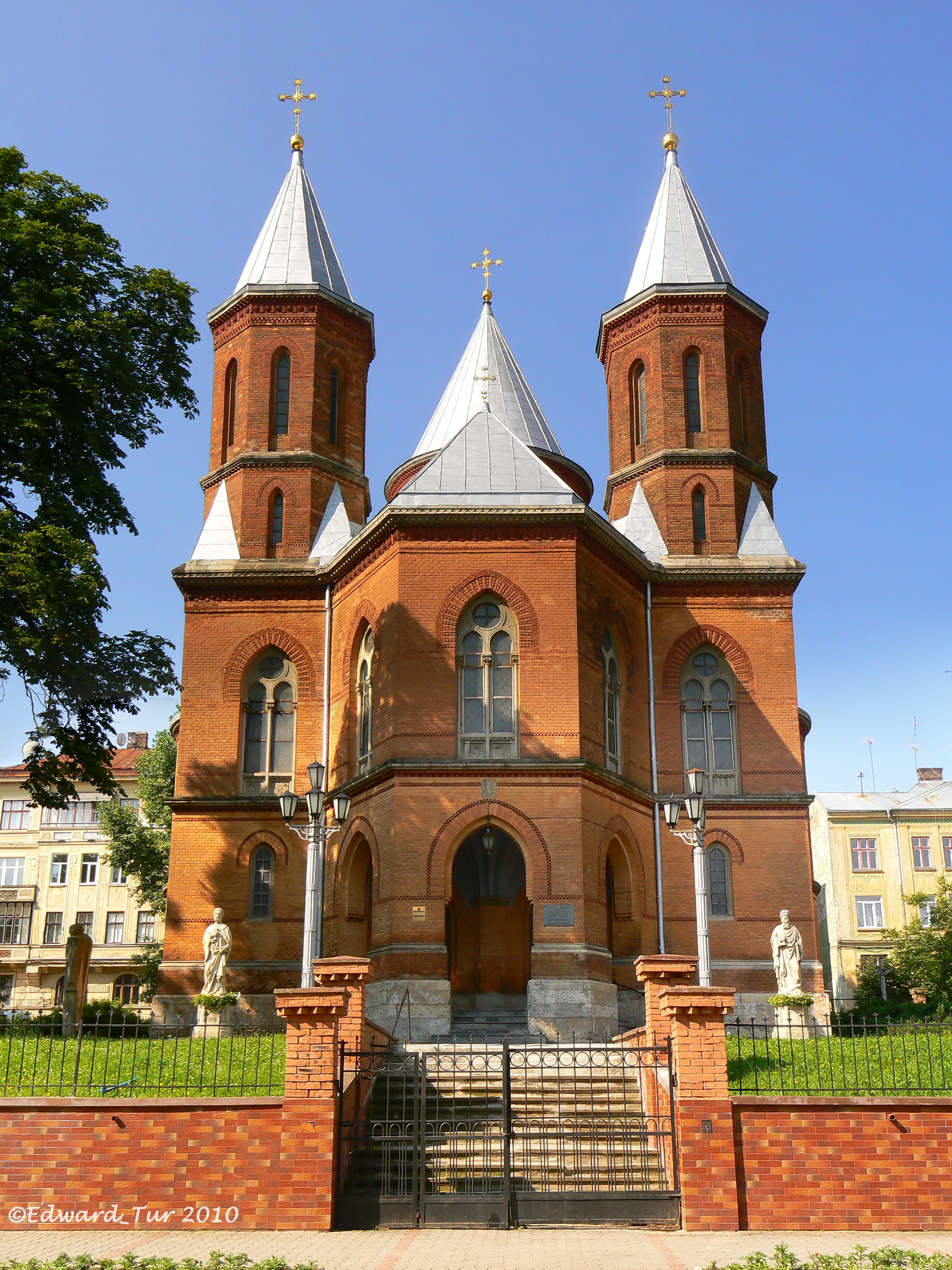
Органний зал філармонії

Концертний зал філармонії — місто Чернівці, пл. Філармонії, 10.
Органний зал філармонії — місто Чернівці, вул. Українська, 28.
Як концертні майданчики Чернівецька обласна філармонія періодично використовує:
Чернівецький театр — місто Чернівці, Театральна площа, 1
Літній театр — місто Чернівці, вул. Садова, 1а
СОУ «Буковина» — місто Чернівці, вул. О. Гузар, 1

## Творчий колектив

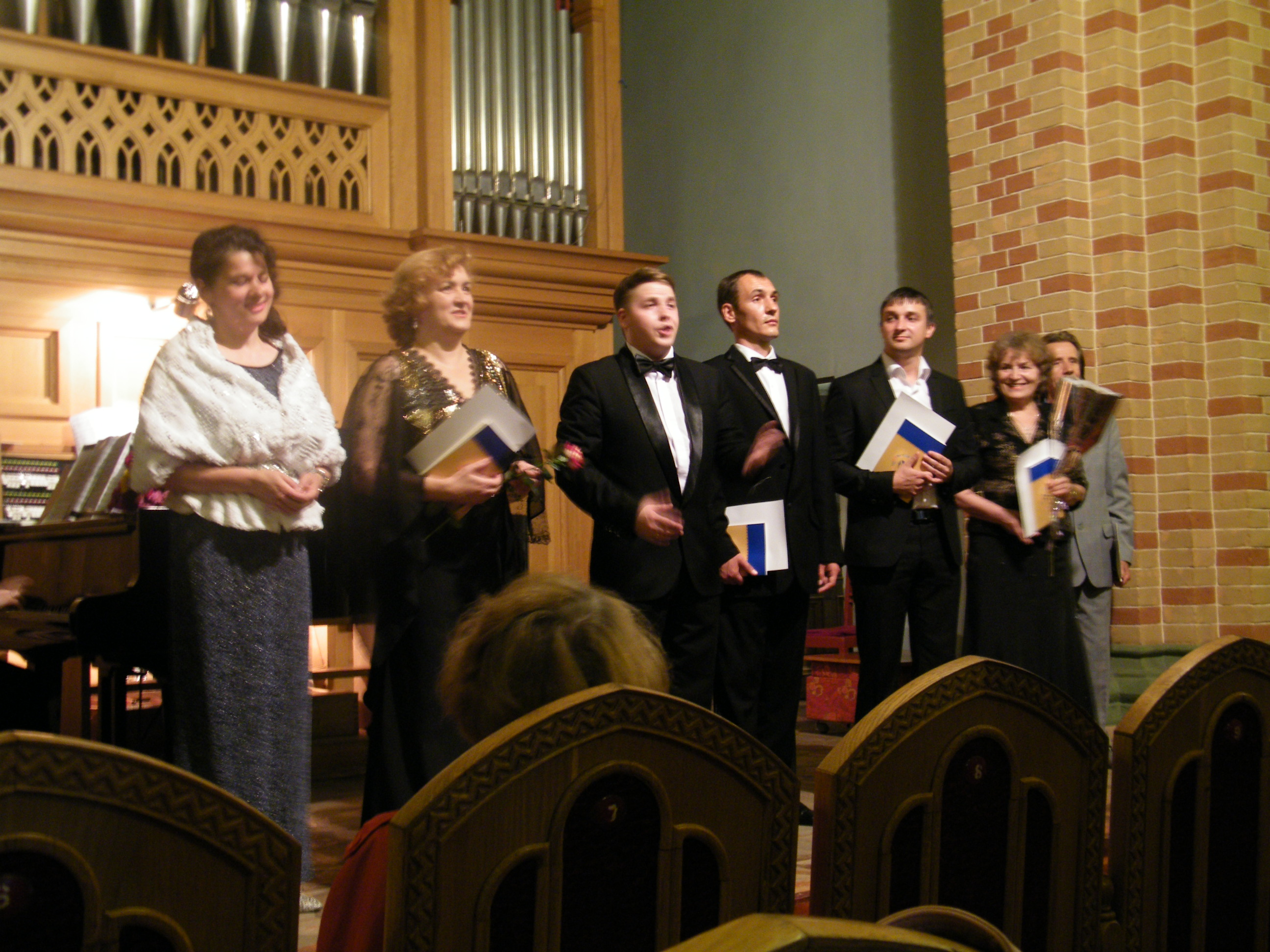
Артисти Чернівецької філармонії після заключного концерту 2013 року

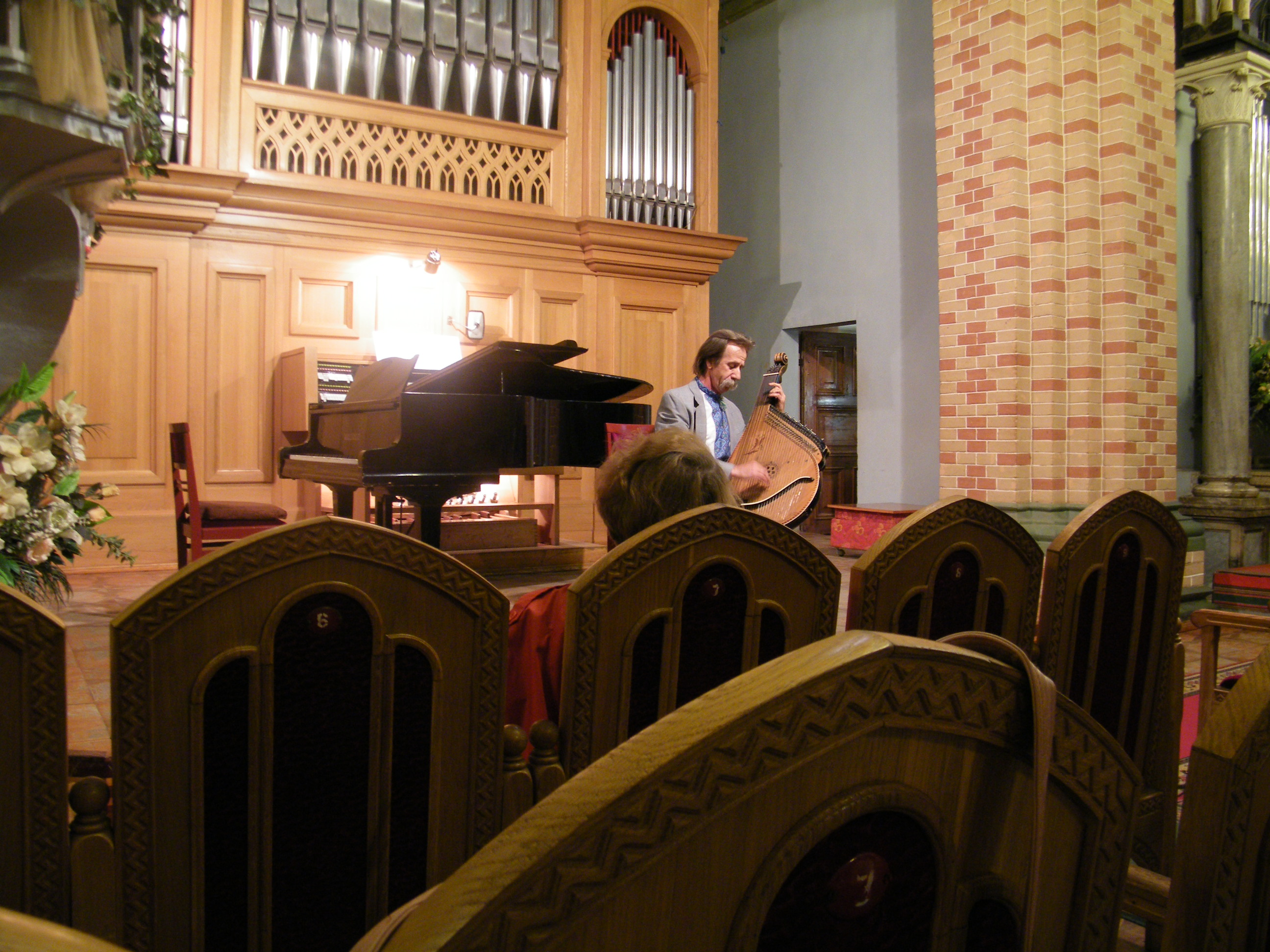
Заслужений артист України, єдиний на Буковині бандурист-виконавець Василь Пиндик

Сьогодні Чернівецька обласна філармонія зі своїм творчим складом артистів стоїть у перших лавах провідних філармоній України. До її складу входять:
- Народні артисти України — Левко Дутківський, Ярослав Солтис, Павло Чеботов;
- Заслужений академічний Буковинський ансамбль пісні і танцю;
- Академічний камерний оркестр;
- Академічний симфонічний оркестр;
- Академічний камерний хор;
- концертна група солістів «Музична просвіта»;
- Дует «Писанка»;
- ансамбль народної музики «ПЛАЙ»;
- Фольк-рок гурт;
- дитяча вокальна студії «Казковий світ».

## Репертуар
1 жовтня 2013 року відкрито 70-й ювілейний сезон.
26 грудня 2020 року відбулася світова прем'єра дитячої опери «Куць» Стефанії Туркевич.

## Фестивалі
- «Буковинська весна»
- «Буковинські візерунки»
- «Буковинський листопад»
- Конкурс ім. Назарія Яремчука

## Керівництво
Керівниками Чернівецької обласної філармоні протягом її існування були: І.Фердман, В.Лещов, М.Лемешко, Б.Крижанівський, М.Николаєв, А.Каренін, М.Костинський, Б.Кірієнко, В.Буднєвич, Л.Царькова, В.Дзюба, А.Серебрі, Г.Климчук, П.Коваленко, Е.Бондарєв, В.Старшинов, П.Казимирчук, Анатолій Візнюк.

### Дирекція
Анастасія Костюк — генеральний директор
- Юрій Гавриляк — заступник директора